# Lapidar (Monument)

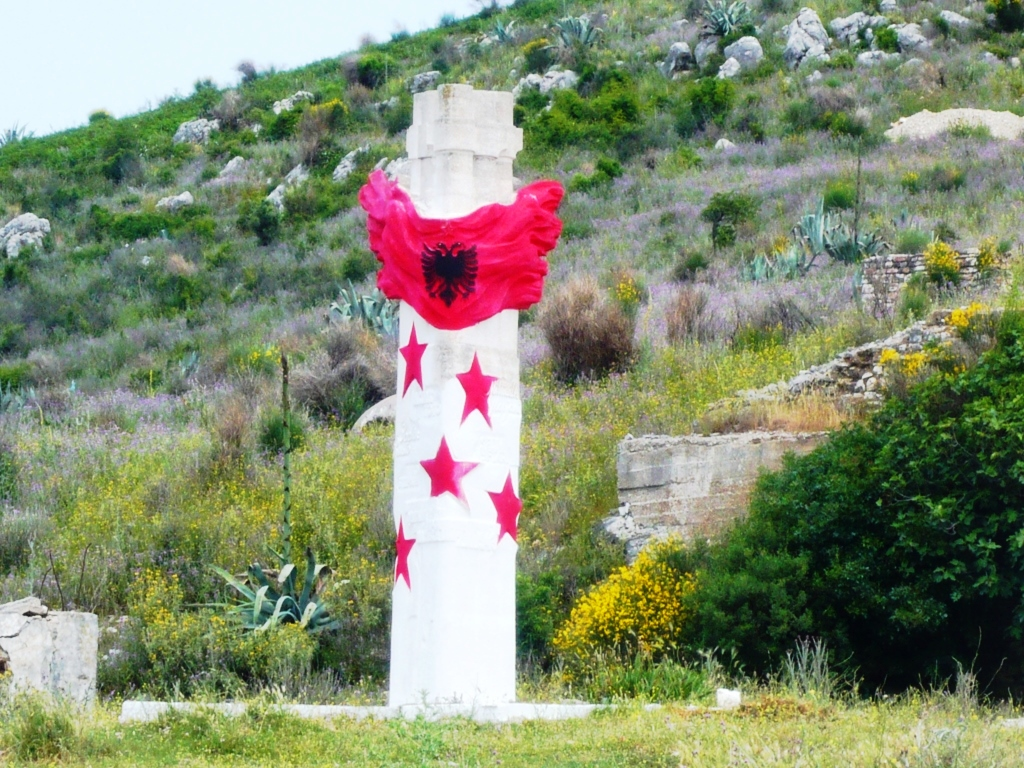
Neu gestrichener Lapidar in Südalbanien (Nähe Butrint)

Lapidar bezeichnet in Albanien den Typus eines abstrakten zumeist senkrechten Monuments im Stil des Sozialistischen Realismus aus der Zeit der Sozialistischen Volksrepublik. Von einstmals zwischen 800 und 1000 stehen heute noch ca. 680 Lapidare. Sie wurden in der Regel an Wegesrändern, in Ortszentren, an bedeutenden historischen Orten oder erhöht stehend und weithin sichtbar an landschaftlich prominenten Plätzen errichtet.

## Hintergrund und Aufbau

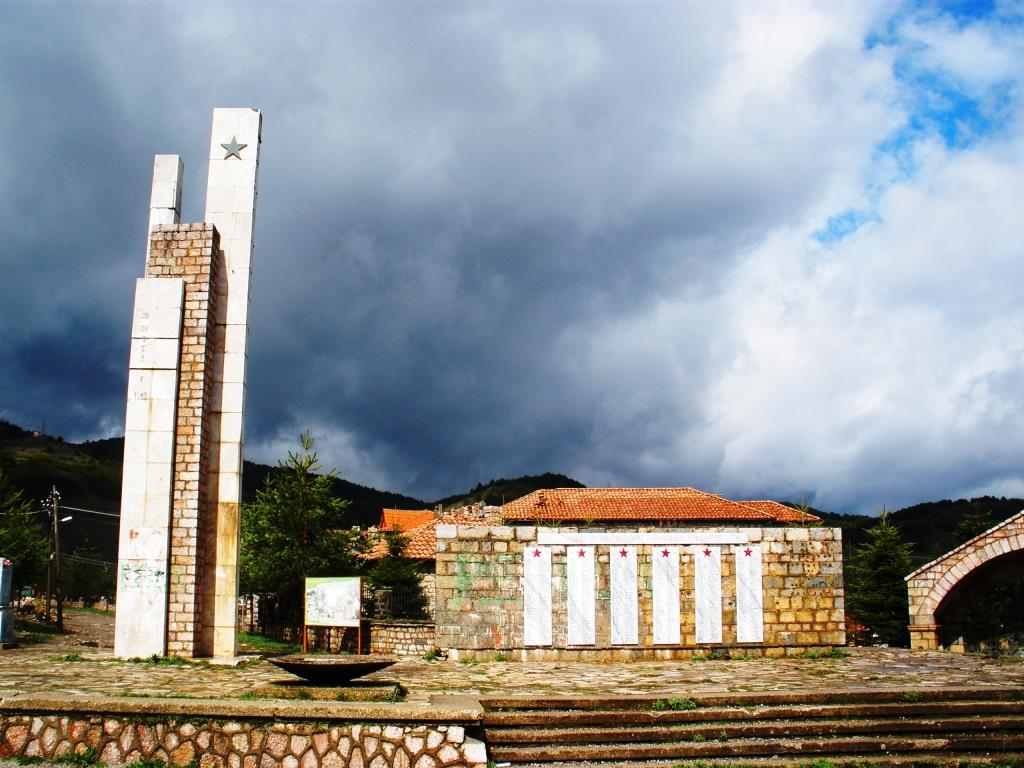
Lapidar mit Partisanengräbern im Zentrum von Voskopoja

Lapidare repräsentieren verschiedene Themen der Historiographie der Albanischen Kommunistischen Partei unter Enver Hoxha. Der weitaus größte Teil erinnert an gefallene sogenannte „Nationale Märtyrer“ (albanisch Dëshmor i Kombit) des Albanischen Partisanenkampfes (Nationalen Antifaschistischen Befreiungskriegs; albanisch Lufta Antifashiste Nacional-Çlirimtare (LANÇ)) im Zweiten Weltkrieg. Lapidare dienen damit als Kriegsgräberstätte und auch als Kriegerdenkmal. Seltener gedenken Lapidare regional und historisch bedeutsamen Ereignissen der albanischen Geschichte wie zum Beispiel dem albanischen Nationalhelden Skanderbeg, der Verkündung der nationalen Unabhängigkeit im Jahre 1912 oder der Konferenz von Peza. 
Lapidare sind die einfachste Stufe des monumentalen albanischen Heldengedenkens aus der Zeit des Kommunismus. Davon unterscheiden sich Bronzestatuen, sozialistische Monumente (größtenteils weniger abstrakt und größer) sowie letztlich Märtyrerfriedhöfe (albanisch Varreza e Dëshmorëve). Daneben gab es im Land zahlreiche einfachere Propaganda wie Parolen bzw. Schriftzüge und Gedenktafeln an Häuserwänden und Mauern, zudem Wandreliefs sowie Büsten.
Lapidare bestehen aus Beton und/oder Stein und sind in der Regel schlichter und kleiner als sog. sozialistische Monumente. Dennoch gelten sie zweifellos als Kunstwerke des Sozialistischen Realismus. Gegenüber den älteren Lapidaren der 1950er und 1960er Jahre, die schlichte obelisk- und stelenartige Konstrukte sind, wurde bei jüngeren, in den späten 1970er und 1980er Jahre gestalteten Lapidaren häufig ein abstrakterer Formenschatz verwendet. Teilweise sie sind mit Bronzereliefs oder Statuen kombiniert. Die Übergänge zwischen einer Statue, einem Lapidar und einem Monument ist daher fließend. Lediglich Märtyrerfriedhöfe sind, da damaligen administrativen Grenzen folgend, klar definiert.

## Aktueller Zustand und Nutzung

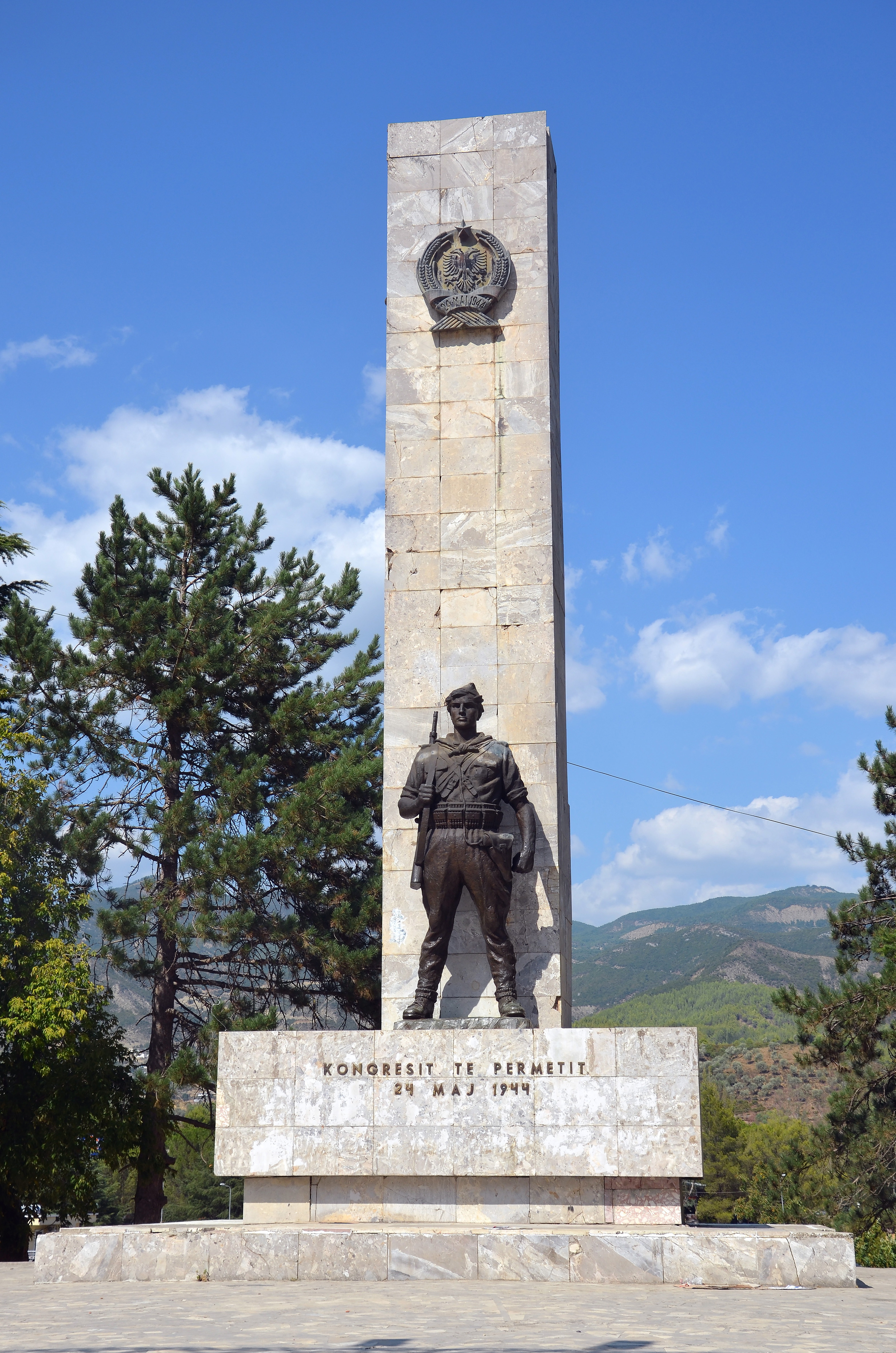
Monument in Përmet

Der heutige Zustand der Lapidare variiert stark. Nach dem Systemumbruch 1991 wurden zahlreiche sozialistische Denkmale zerstört oder entfernt, darunter auch einige Lapidare. Von anderen wurden nur Teile, wie z. B. die kommunistische Symbolik (v. a. Sterne) oder einzelne Wörter und Namen aus Inschriften entfernt. Wiederum andere wurden aufgrund ihres Materialwerts abgetragen, im Zuge von (informeller) Bautätigkeit entfernt oder an einen anderen Ort versetzt. Vor allem in jüngster Zeit wurde versucht, vereinzelt Lapidare neu zu streichen oder zu restaurieren. Einige wenige wurden transformiert, zum Beispiel in ein Kreuz oder ein anderes abstraktes Kunstwerk. Das Gros der Denkmale wird derzeit nicht instand gehalten, sondern befindet sich einem Zustand des langsamen Verfalls oder ist Vandalismus ausgesetzt.
Je nach regionaler Zuständigkeit finden an manchen Lapidaren, wie zum Beispiel in der Kleinstadt Përmet, heute noch jährliche Kranzniederlegungen und Gedenkfeiern von Veteranenverbünden statt. Zudem sind sie im Alltag Orte sozialen Lebens oder werden als Orientierungs- oder Treffpunkte genutzt. 
Aufgrund des aktuellen Denkmalschutzgesetzes Albaniens ist eine Eintragung der Lapidare als geschütztes Kulturerbe oder als Element geschützter Kulturlandschaften derzeit noch nicht möglich.